# Hrabstwo Rosebud

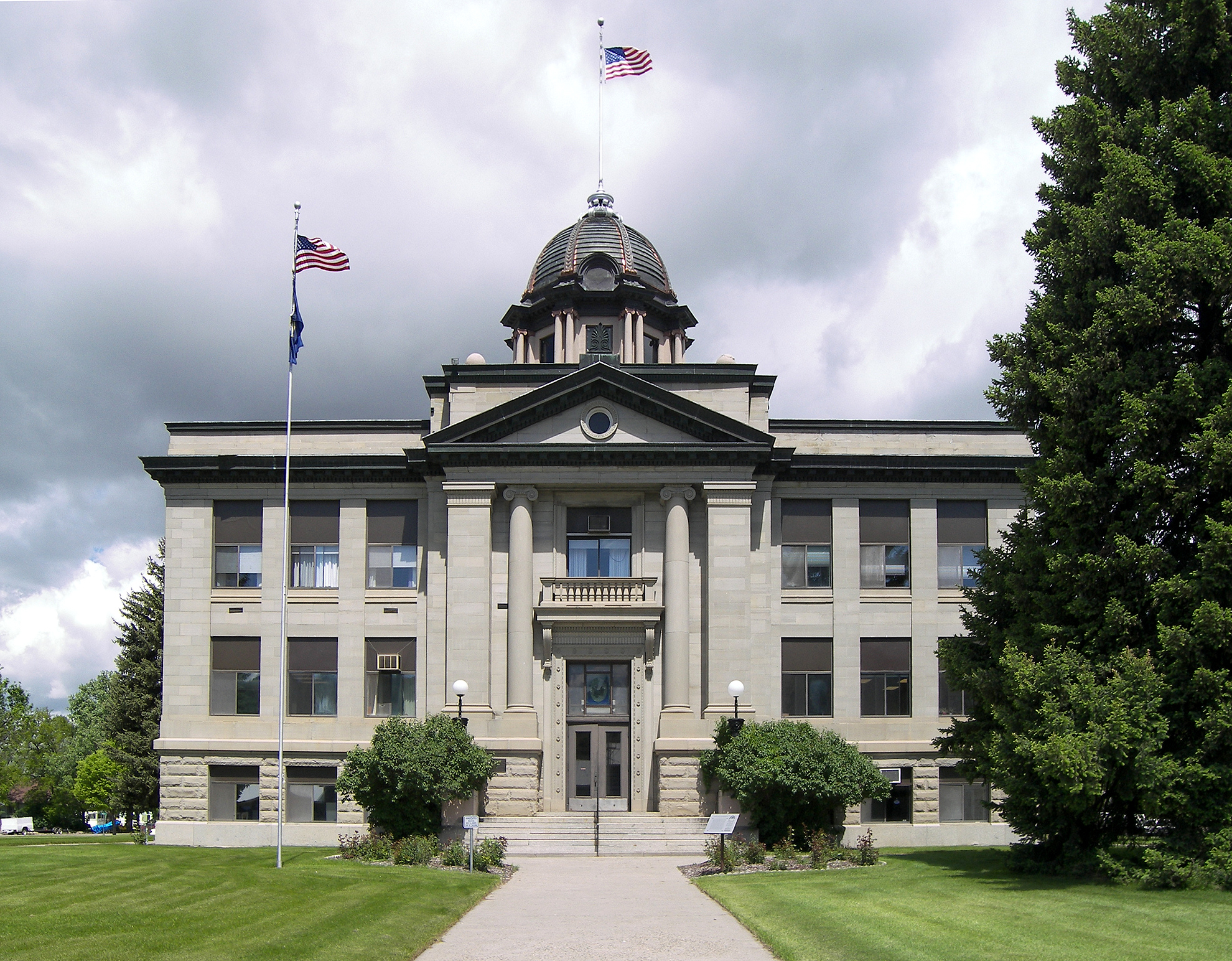
Budynek administracji (courthouse) w Forsyth

Hrabstwo Rosebud (ang. Rosebud County) – hrabstwo w stanie Montana w Stanach Zjednoczonych. Według danych z 2023 roku liczy 8160 mieszkańców, w tym ponad jedna trzecia to Indianie. Jego siedzibą jest Forsyth.
Hrabstwo powstało w 1901 roku.

## Miasta
- Colstrip
- Forsyth

## CDP
- Ashland
- Birney
- Lame Deer
- Rosebud

## Sąsiednie hrabstwa
- Hrabstwo Garfield (północ)
- Hrabstwo Custer (wschód)
- Hrabstwo Powder River (południowy wschód)
- Hrabstwo Big Horn (południe)
- Hrabstwo Treasure (zachód)
- Hrabstwo Yellowstone (zachód)
- Hrabstwo Musselshell (zachód)
- Hrabstwo Petroleum (północny zachód)

## Demografia
Według danych pięcioletnich z 2022 roku, 53,7% mieszkańców stanowili biali (51,5% nie licząc Latynosów), 38,2% rdzenna ludność Ameryki, 5,8% było rasy mieszanej, 5,3% to Latynosi, 0,59% Azjaci i 0,12% to czarni lub Afroamerykanie.
Średni dochód gospodarstwa domowego (dane z 2022) w hrabstwie wynosi 57 656 dolarów, zaś dochód na mieszkańca 27 655 dolarów. 17,8% mieszkańców żyje poniżej relatywnej granicy ubóstwa.

## Religia
Według danych z 2020 roku, 39,8% mieszkańców to katolicy – drugi co do wielkości odsetek w Montanie, po hrabstwie Glacier. Ponad 18% było członkami kościołów ewangelikalnych (w tym około 200 amiszów i mennonitów). Ponad 7% mieszkańców stanowili mormoni.